# Onthophagus cribellum
Onthophagus cribellum là một loài bọ cánh cứng trong họ Bọ hung (Scarabaeidae).